# Slavko Cicak
Slavko Cicak (ur. 25 października 1969 w Titogradzie) – szwedzki szachista, arcymistrz od 2001 roku.

## Kariera szachowa
Pierwszy znaczący sukces na arenie międzynarodowej odniósł w roku 1995, dzieląc z Władimirem Gurewiczem i Konstantinem Sakajewem I miejsce w otwartym turnieju w Moguncji. W tym samym roku zwyciężył również w kołowym turnieju w Brnie. W 1997 triumfował (z wynikiem 7 pkt w 7 partiach) w turnieju open w Griesheim, natomiast w 1998 – w openach we Frankurcie oraz w Wiesbaden. W 2001 zajął II miejsce w Zabrzu, w 2004 triumfował w Figueres oraz Parli.
W latach 2006–2010 trzykrotnie wystąpił w narodowej drużynie na szachowych olimpiadach, był również uczestnikiem (2007) drużynowych mistrzostw Europy.
Najwyższy ranking w dotychczasowej karierze osiągnął 1 marca 2012 r., z wynikiem 2579 punktów zajmował wówczas 3. miejsce (za Jewgienijem Agrestem i Ferdinandem Hellersem) wśród szwedzkich szachistów.